# Kronzeuge
Ein Kronzeuge ist ein Zeuge, der gegen Zusage von Strafmilderung oder Straffreiheit für den eigenen Tatbeitrag gegen die übrigen Tatbeteiligten aussagt.
Festzuhalten ist, dass in Gesetzen der Begriff Kronzeuge nicht verwendet wird. Hingegen nutzen Presse, Lehre und Parlamentarier den Begriff Kronzeugenregelung für die Bezeichnung von Gesetzesstellen und Gesetzesvorhaben, welche eine Strafmilderung für Straftäter vorsehen, welche durch ihre Mitwirkung zur Aufklärung und Ahndung ähnlicher Taten beitragen.

## Etymologie und Bedeutung
Der Begriff Kronzeuge leitet sich aus dem englischen Ausdruck to give evidence for the Crown (im amerikanischen Englisch: state) ab, was auf Deutsch in etwa „für die Krone aussagen“ bedeutet. Denn in der britischen Monarchie vertritt der Staatsanwalt im Namen des Staatsoberhaupts – durch die Krone symbolisiert – die Anklage vor dem Strafgericht. Außerdem ist der anglo-amerikanische Strafprozess als Parteiprozess (adversatorisches Verfahren) ausgestaltet. Die miteinander streitenden Parteien sind der Ankläger (Staatsanwalt) und der Verteidiger, die die jeweils relevanten Tatsachen zu ermitteln, die zu deren Nachweis erforderlichen Beweismittel ausfindig zu machen und diese letztendlich dem Gericht zu präsentieren haben, während dem Gericht selbst während der Beweisaufnahme lediglich eine verfahrensleitende Funktion zukommt. Die Aufklärung des Sachverhalts ist somit Sache der Parteien. Dazu gehört auch die Benennung eigener Zeugen, die sich dann im Kreuzverhör der Befragung durch die Gegenpartei stellen müssen. Der Kronzeuge wird durch den Ankläger bestellt. Dessen Aussage, die gegen den Angeklagten als Beweis dienen soll, stellt ihn in Gegensatz zu Zeugen der Verteidigung, die in der Regel entlastende Aussagen machen.
Im kontinentaleuropäischen Prozess liegt die Zuständigkeit und Verantwortung für die Aufklärung der für die Entscheidung wesentlichen Beweise grundsätzlich in der Hand des erkennenden Gerichts (§ 244 Abs. 2 StPO). Dieses hat von Amts wegen, d. h. von sich aus, den relevanten Tatsachenstoff zu erheben, und zwar ohne dabei auf entsprechende Beweisinitiativen der Verfahrensbeteiligten angewiesen oder durch diese bei der Sachverhaltsaufklärung begrenzt zu sein. Dieses Modell dient vor allem dazu, die „materielle Wahrheit“ zu erforschen. Die „Pflicht zur Erforschung der Wahrheit im Strafprozess“ wurzelt nach Auffassung des deutschen Bundesverfassungsgerichts im Rechtsstaatsprinzip und ist damit verfassungsrechtlich unabdingbar.
Kronzeugen haben eine besondere Nähe zur offenbarten Tat, weil sie Teil einer kriminellen Struktur sind, für deren Aufdeckung der Staat in besonderem Maße auf Aufklärungs- und Präventionshilfe angewiesen ist. Potentiell kooperationsbereiten Tätern wird daher ein Anreiz geboten, Hilfe zur Aufklärung schwerer Straftaten und damit zur Erforschung der „materiellen Wahrheit“ zu leisten, um abgeschottete Strukturen insbesondere im Bereich des Terrorismus und der organisierten Kriminalität einschließlich der schweren Wirtschaftskriminalität aufzubrechen.
Stellt der Kronzeuge sich der Staatsanwaltschaft zur Verfügung und trägt seine Aussage wesentlich dazu bei, dass eine Tat aufgedeckt werden kann, so gewährt das Gericht dem Kronzeugen im Gegenzug Strafmilderung bis hin zum völligen Straferlass. Möglich sind auch Maßnahmen zum polizeilichen Zeugenschutz, wenn ein Kronzeuge sich auf Grund seiner Aussagebereitschaft einer Gefährdung von Leib, Leben, Gesundheit, Freiheit oder wesentlicher Vermögenswerte aussetzt (§ 1 Zeugenschutz-Harmonisierungsgesetz).

## Deutschland

### Gesetzliche Regelung
Zur Bekämpfung organisierter Kriminalität wurde im Kabinett Kohl III durch das Gesetz zur Änderung des Strafgesetzbuches, der Strafprozessordnung und des Versammlungsgesetzes und zur Einführung einer Kronzeugenregelung bei terroristischen Straftaten vom 9. Juni 1989 eine zeitlich befristete Kronzeugenregelung in das Strafgesetzbuch (StGB) aufgenommen.
Diese Regelung wurde mehrfach verlängert. Nach Übernahme der Regierung durch eine Koalition aus SPD und Grünen unter Gerhard Schröder lief sie zum 31. Dezember 1999 aus. Nach den Terroranschlägen des 11. September 2001 wurde die Wiedereinführung der Kronzeugenregelung durch die damalige Bundesjustizministerin Herta Däubler-Gmelin (SPD) vorgeschlagen, was jedoch an der entschiedenen Ablehnung der mitregierenden Grünen scheiterte.
Unter dem Kabinett Merkel I wurde eine allgemeine Kronzeugenregelung verabschiedet, die zum 1. September 2009 in Kraft trat. § 46b StGB ermöglicht es den Strafgerichten, die Strafe zu mildern oder von Strafe abzusehen, wenn ein Täter einer Straftat, die mit einer im Mindestmaß erhöhten Freiheitsstrafe oder mit lebenslanger Freiheitsstrafe bedroht ist, durch freiwilliges Offenbaren seines Wissens wesentlich dazu beigetragen hat, dass eine Tat nach § 100a Abs. 2 der Strafprozessordnung aufgedeckt oder verhindert werden konnte. Der Täter muss sein Wissen jedoch offenbaren, bevor die Eröffnung des Hauptverfahrens gegen ihn beschlossen worden ist.
Mit Wirkung zum 1. August 2013 wurde die Regelung dahin präzisiert, dass das offenbarte Täterwissen dazu beitragen muss, eine Tat nach § 100a Abs. 2 StPO, die mit der Tat des Täters im Zusammenhang steht, aufzuklären oder zu verhindern (siehe Konnexitätsprinzip). Aussagen zu  völlig anderen Taten vermögen die Tatschuld nicht unmittelbar zu mindern und würden insbesondere aus Sicht des Opfers des „Kronzeugen“ eine übermäßige Strafmilderung ermöglichen. Die Privilegierung des Kronzeugen steht nur dadurch mit dem Grundsatz schuldangemessenen Strafens (§ 46 StGB) in einem nachvollziehbaren Einklang, dass der Bezug zwischen der offenbarten Tat und der Tat des Kronzeugen geeignet ist, zumindest mittelbar das Maß des Vorwurfs zu reduzieren, der dem Kronzeugen für dessen eigene Tat zu machen ist.
Die bereichsspezifische Kronzeugenregelung bei Betäubungsmittelstraftaten (§ 31 BtMG) wurde mit der Neufassung des § 46b StGB entsprechend geändert.
Eine ähnliche bereichsspezifische Kronzeugenregelung wurde zum 1. Oktober 2021 in § 4a Anti-Doping-Gesetz festgelegt.
Durch das Cannabisgesetz wurden zum 1. April 2024 ähnliche Kronzeugenregelungen im Konsumcannabisgesetz (§ 35) und im Medizinal-Cannabisgesetz (§ 26) eingeführt.
Spezielle Kronzeugenregelungen enthalten auch § 153e StPO für bestimmte Staatsschutzdelikte, bei der Bildung krimineller oder terroristischer Vereinigungen die § 129 Abs. 7, § 129a Abs. 7 StGB sowie bei Geldwäsche § 261 Abs. 8 StGB.

### Kritik
Wegen der im deutschen Strafprozessrecht geltenden Prinzipien, insbesondere dem Legalitäts- und dem Schuldprinzip, haben die Versuche, eine Kronzeugenregelung einzuführen, immer wieder Kritik auf sich gezogen.
Allerdings wurde die Möglichkeit einer Verständigung im Strafverfahren gem. § 257c StPO fast zeitgleich mit § 46b StGB in das Gesetz eingefügt. Während § 257c StPO jedoch versucht, den „Deal“ in die öffentliche Hauptverhandlung zu bringen, bewirkt die Kronzeugenregelung gem. § 46b Abs. 3 StGB genau das Gegenteil. Denn die Strafmilderung tritt danach nur ein, wenn der Täter sein Wissen bereits vor Eröffnung der Hauptverhandlung offenbart.
Die Politik hat eine Kronzeugenregelung stets mit dem Ermittlungsnotstand des Staates begründet, der dadurch entstehe, dass bestimmte Arten von Straftaten in derart geschlossenen Milieus begangen werden, dass normale kriminalpolizeiliche Ermittlungsmethoden bis hin zur Einschleusung verdeckter Ermittler zum Scheitern verurteilt seien. Als Beispiele werden hierbei Straftaten in der Drogenszene, terroristische Aktivitäten, Korruption oder die sog. organisierte Kriminalität genannt.
Der eine Verurteilung ermöglichenden Aussage des Kronzeugen steht jedoch ein hoher rechtspolitischer Preis entgegen: Durch die Strafmilderung wird das Prinzip einer gleichmäßigen, kalkulierbaren und der Schuld angemessenen Bestrafung verwischt. Da Kronzeugen meist in Fällen schwerer Straftaten hinzugezogen werden, besteht zudem die Gefahr, dass ausgerechnet solche Straftäter, die besonders große Schuld auf sich geladen haben, durch ihre Aussage einen Vorteil bei der Strafzumessung erlangen können, der kleinen Straftätern nicht zugänglich ist.
Der Journalist Heribert Prantl bezeichnet den Kronzeugen als „Symbolfigur für die Merkantilisierung des Strafverfahrens“, da er die Gerechtigkeit zum Handelsobjekt mache. Auch sei die Bezeichnung „Kronzeuge“ irreführend, da der Betreffende gerade kein Zeuge sei, sondern Beschuldigter.
Außerdem wird argumentiert, die Verführungskraft eines erheblichen Straferlasses sei so stark, dass Straftäter zur falschen Beschuldigung des Hauptangeklagten geradezu eingeladen würden, um sich einen Vorteil zu verschaffen. Im Gegensatz zu einem unbelasteten Zeugen steht es einem als Kronzeugen bestellten Straftäter frei, sich in der fraglichen Sache zu äußern. Außerdem hat er das Recht, sich in eigener Sache nicht zu belasten.
Im Hinblick auf das deutsche Strafprozessrecht wird weiterhin kritisiert, dass bereits nach geltendem Recht eine Kooperation mit den Ermittlungsbehörden strafmildernd berücksichtigt werden kann und somit ein gesetzgeberischer Bedarf für eine Kronzeugenregelung nicht besteht. So berücksichtigt das Gericht bei der Zumessung der Strafe nach § 46 Abs. 2 des Strafgesetzbuchs u. a. das Verhalten des Täters nach der Tat.
In der Spieltheorie lassen sich aus dem Gefangenendilemma Rückschlüsse über Qualität der Aussagen von Kronzeugen gewinnen, woraus sich auch die Kritik an der Glaubwürdigkeit solcher Zeugen begründen lässt, da sich diese durch ihre Aussagebereitschaft einen Vorteil verschaffen.

## Österreich
Die zum 1. Jänner 2011 in Kraft getretene und zunächst bis zum 31. Dezember 2016 befristete Probe-Reglung der §§ 209a, 209b StPO wurde am 1. Jänner 2017 um fünf Jahre bis zum 31. Dezember 2021 verlängert. Am 22. Dezember 2021 wurde die Regelung der §§ 209a, 209b StPO um weitere sieben Jahre, also bis spätestens zum 31. Dezember 2028, verlängert.
Tragender Gedanke der Kronzeugenregelung ist der Austausch von der Strafverfolgung dienenden Informationen gegen Strafnachlass für den Kronzeugen. Anders als in Deutschland sieht die österreichische Kronzeugenregelung aber keine gänzliche Straffreiheit des Kronzeugen vor. Nach dem österreichischen Konzept wird das Unrecht der von dem Kronzeugen begangenen Tat durch die Offenlegung einer anderen Straftat soweit ausgewogen, dass die vom Kronzeugen begangene Straftat einer Erledigung durch Diversion (§§ 198 ff StPO) zugänglich wird, das Strafverfahren gegen den Kronzeugen also ohne Schuldspruch und ohne förmliche Sanktionierung beendet werden kann.
In Österreich wurde der Status von Kronzeugen insbesondere durch die Affäre zwischen dem ehemaligen Bundeskanzler Sebastian Kurz (ÖVP) und Ex-ÖBAG-Chef Thomas Schmid im Jahr 2022 neu diskutiert. Letzterer strebte den Status des Kronzeugen im Verfahren, das gegen ihn geführt wird, an. Diesen Status erhielt er schließlich im November 2024.
Für von Vereinigungen begangene Taten sieht seit 2002 § 41a Strafgesetzbuch die Möglichkeit einer Strafmilderung vor.

## Schweiz

### Strafrecht
Das Strafgesetzbuch kennt mit Artikel 260ter Ziffer 2 die kleine Kronzeugenregelung für Mitglieder krimineller Organisationen. 
Der Richter kann die Strafe mildern, wenn der Täter sich bemüht, die weitere verbrecherische Tätigkeit der Organisation zu verhindern.

#### Entwicklungen in der Gesetzgebung
- Motion 17.3264[24] Ausweitung der kleinen Kronzeugenregelung auf terroristische Organisationen

Die Motion wurde im September 2017 angenommen. Hiermit ist der Bundesrat beauftragt, der Bundesversammlung eine Regelung zu unterbreiten, die sich auf Mitglieder terroristischer Organisationen bezieht.
- Motion Janiak 16.3735[25] Einführung einer Kronzeugenregelung

Die Motion wurde vom Nationalrat am 31. Mai 2017 abgelehnt. Die Motion sah im Rahmen der geplanten Teilrevision der Schweizerischen Strafprozessordnung (StPO) vor, auch eine Regelung für die Einführung des Kronzeugen im Schweizer Strafrecht zu unterbreiten. Der Bundesrat begründet seine ablehnende Haltung, indem eine derart weitgehende Regelung namentlich den Grundgedanken der Rechtsgleichheit und des Schuldstrafrechts des Strafgesetzbuches zuwiderlaufen würde. Dies könnte auch das Risiko der Irreführung der Justiz erhöhen sowie die Bereitschaft zur Normbefolgung untergraben. Zudem wurde festgehalten, dass in der schweizerischen Praxis kein konkretes Bedürfnis nach einer Kronzeugenregelung nachgewiesen wurde. Auch dürfte es in der Bevölkerung kaum verstanden werden, wenn gerade solche Täter durch kooperatives Verhalten straffrei ausgehen können, die selber schwerste Straftaten begangen und unter Umständen zahlreiche Personen getötet haben. Beanstandet wurde auch, dass die Motion eine Regelung verlangte, die Kronzeugen im Voraus eine verbindliche Abmachung zusicherte.

### Kartellrecht
Die Bonusregelung (Selbstanzeige) des Kartellrechts wird ausserhalb der Gesetzgebung auch als Kronzeugenregelung bezeichnet. Grundlage sind das Kartellgesetz KG Artikel 49a Absatz 2 und deren Verordnung, die KG-Sanktionsverordnung SVKG Artikel 8–14. Die Artikel betreffen den Abschnitt 3: Vollständiger Erlass der Sanktion und den Abschnitt 4: Reduktion der Sanktion.
Die schweizerische Wettbewerbskommission WEKO bezeichnet die Selbstanzeige auch als Whistleblowing und betreibt zur Unterstützung im Internet die Webseite Whistleblowing und das Meldeformular 'Merkblatt und Formular zur Bonusregelung (Selbstanzeige)'.
Nutzniesser der Kronzeugenregelung sind Unternehmen und damit juristische Personen. Dies im Unterschied zum Strafrecht, wo der Täter eine natürliche Person ist.

## Beispiele aus den Vereinigten Staaten
| Zeuge                                            | Sagte aus gegen                                         | Anklagepunkte                                            | Ergebnis der Aussage                                    |
| ------------------------------------------------ | ------------------------------------------------------- | -------------------------------------------------------- | ------------------------------------------------------- |
| Salvatore „Sammy The Bull“ Gravano, Mafia-Killer | John Gotti                                              | Racketeering                                             | Haftreduzierung auf fünf Jahre und Zeugenschutzprogramm |
| Frank „Curly“ Lino (Bonanno-Familie)             | Ron Filocomo                                            | Mord an Sonny Black Napolitano                           | ?                                                       |
| „Easy Eddie“„“ O’Hare, Mobster                   | Al Capone                                               | Steuerhinterziehung                                      | ?                                                       |
| Harry Orchard, Massenmörder                      | William „Big Bill“ Haywood                              | Ermordung des Ex-Gouverneurs von Idaho Frank Steunenberg | ?                                                       |
| Jimmy Leibrant, Mittäter bei einem Mord          | Karla Faye Tucker                                       | Mord an Jerry Lynn Dean                                  | Immunität                                               |
| James Jordan, Mitglied des Ku-Klux-Klans         | 18 andere Klan-Mitglieder                               | Mississippi-Bürgerrechtsaktivisten-Morde                 | Volle Immunität                                         |
| Linda Kasabian, Fahrerin beim Tate/LaBianca-Mord | Charles Manson und andere Mitglieder der Manson-Familie | mehrfacher Mord                                          | Immunität                                               |
| Henry Hill, Mafioso                              | Paul Vario und Jimmy Burke                              | Racketeering                                             | Immunität und Aufnahme ins Zeugenschutzprogramm         |
| Abe „Kid Twist“ Reles, Mafia-Killer              | Louis „Lepke“ Buchalter und Mitglieder der Murder, Inc. | Mord                                                     | keine Todesstrafe                                       |
| Joseph Massino, Boss der Bonanno-Familie         | zahlreiche Mitglieder seiner Organisation               | Mord                                                     | keine Todesstrafe                                       |